# American Sociological Association
American Sociological Association (ASA), grundad 1905 under namnet American Sociological Society (ASS), är en ideell förening som arbetar för att stärka sociologin som disciplin och profession genom att stödja sociologer i deras arbete och genom att lyfta deras insatser för samhällsutvecklingen.
ASA ger ut flera vetenskapliga tidskrifter där den mest framträdande är American Sociological Review (1936) och den senast tillkomna är Contexts (2002), ett magasin vars syfte är att sprida sociologisk forskning till andra forskningsområden och allmänheten, så kallad Public Sociology (se tredje uppgiften).
År 2010 hade American Sociological Association över 14 000 medlemmar och består av en mångskiftad skara professioner med anknytning till sociologi, såsom professorer, studenter, forskare och andra yrkesutövare. Genom sitt medlemsantal är ASA den för närvarande största yrkesföreningen för sociologer i världen, till och med större än International Sociological Association.

## Tidskrifter som ges ut av ASA
- American Sociological Review
- City & Community
- Contemporary Sociology
- Contexts
- Journal of Health and Social Behavior
- Rose Series
- Social Psychology Quarterly
- Sociological Methodology
- Sociological Theory
- Sociology of Education
- Teaching Sociology